# 古斯塔沃·苏亚雷斯·佩尔铁拉
古斯塔沃·苏亚雷斯·佩尔铁拉（西班牙語：Gustavo Suárez Pertierra；1949年2月27日—）是西班牙政治家。1993年至1996年先后担任西班牙国防大臣、教育与科学大臣。

## 生平
1947年2月27日出生于阿斯图里亚斯库迪列罗。毕业于奥维耶多大学法律系。1975年获得巴利亚多利德大学法学博士学位。1978年获得马德里康普顿斯大学教会法博士学位。1984年2月至1990年5月担任国防部副国务秘书。1993年至1996年先后担任西班牙国防大臣、教育与科学大臣。
2000年5月在马德里康普顿斯大学教授法学，同年12月转到国立远程教育大学担任教授。2018年2月9日上任联合国儿童基金会西班牙委员会主席。

## 荣誉
- 大十字级军功勋章（1987年）[4]
- 大十字级卡洛斯三世勋章（1996年）[5]
- 大十字级智者阿方索十世勋章（1998年）[6]